# Voeren
Voeren (franska: Fourons) är en kommun i Belgien.   Den ligger i provinsen Limburg och regionen Flandern, i den östra delen av landet, 100 km öster om huvudstaden Bryssel. Antalet invånare är 4 194.
Omgivningarna runt Voeren är en mosaik av jordbruksmark och naturlig växtlighet. Runt Voeren är det ganska tätbefolkat, med 108 invånare per kvadratkilometer.